# 의정부 망월사 혜거국사 부도
망월사 혜거국사 부도(望月寺慧炬國師浮屠)는 고려 시대 혜거국사의 사리를 봉안한 팔각원당 부도이다. 경기도 유형문화재 제122호로, 대한민국 경기도 의정부시 호원동 산91번지 망월사에 있다.
전체의 높이는 3.4미터이고 탑의 몸통 둘레는 3.1미터이다. 기단부 위에 구형 탑신을 안치하고 옥개석과 상륜부로 구성돼 있다. 기단부는 지대석과 대석으로 구성돼 있는데 지대석은 팔각형 삼단의 일석으로 조성되고 높이가 80cm이다. 탑 몸통은 공 모양으로 조성되고, 괴임대 위쪽과 옥개석 아래쪽에 홈을 파서 탑 전체의 안정감을 꾀했다. 옥개석은 복발과 보주까지 한 개의 돌로 만들었는데, 낙수면은 목조건물의 지붕 모양이며 귀꽃은 모두 8개이다. 상륜부는 옥개석과 일석이며 복발면에 연꽃무늬를 새긴 것이 특징이다.

## 개요
부도는 승려의 무덤을 상징하여 그 유골이나 사리를 모셔두는 곳이다. 망월사 내에 있는 이 부도는 혜거국사의 사리를 모시고 있다. 기단(基壇) 위에 탑신(塔身)을 올리고, 꼭대기에 머리장식을 갖춘 모습으로, 탑신을 제외하고는 대부분이 8각을 이루고 있다.
3단의 바닥돌 위에 마련된 기단은 그 윗면에 홈을 파서 탑신의 몸돌을 받도록 하여 안정감을 준다. 탑신의 둥근 몸돌은 아랫부분에 연꽃무늬를 두었다. 지붕돌은 밑면에 3단의 받침을 두었고, 처마는 각 귀퉁이마다 꽃장식을 달았다. 꼭대기에는 지붕돌과 한돌로 이루어진 복발(覆鉢:엎어놓은 그릇모양 장식)이 놓여 있는데, 아래위로 구슬을 꿴 모양을 장식하고, 가운데에는 연꽃무늬를 두었다.
부도의 앞에는 직사각형의 한 면에 ‘혜거탑’이라 새겨 부도의 주인공을 알려주고 있다. 부도를 구성하고 있는 각 부분의 수법과, 조형방식으로 보아 조선시대 전기에 세운 것으로 보인다.

## 같이 보기
- 혜거국사
- 망월사
- 부도

## 참고 자료
- 망월사혜거국사부도 - 국가유산청 국가유산포털
- 이 문서에는 다음커뮤니케이션(현 카카오)에서 GFDL 또는 CC-SA 라이선스로 배포한 글로벌 세계대백과사전의 내용을 기초로 작성된 글이 포함되어 있습니다.